# Kathleen Corrigan-Ekas
Kathleen Margaret „Kathy“ Corrigan-Ekas (* 3. März 1945 in Quincy, Massachusetts als Kathleen Corrigan; † 2. Mai 2025 in Norwell, Massachusetts) war eine US-amerikanische Turnerin.

## Leben
Kathleen Corrigan-Ekas kam als erstes von 5 Kindern von James und Margaret Corrigan zur Welt. Sie besuchte das Springfield College, wo sie 1966 ihr Studium abschloss. Später erwarb Corrigan-Ekas einen Master in Pädagogik an der Pennsylvania State University. Bei den Panamerikanischen Spielen 1963 in São Paulo gewann sie Bronze im Bodenturnen und Sprung. Zudem konnte sie im Mannschaftsmehrkampf mit dem US-Team die Goldmedaille gewinnen. Bei den Olympischen Sommerspielen 1964 in Tokio startete sie in allen Disziplinen. Ihr bestes Resultat erzielte sie mit Platz 28 im Sprung-Wettkampf. Corrigan-Ekas wurde als erste Frau in die Springfield College Athletic Hall of Fame aufgenommen.
Nach ihrem Rücktritt vom Wettkampfsport begann sie als Trainerin an der Weymouth High School in Massachusetts und später am Bridgewater State College und der Pennsylvania State University zu arbeiten. Anschließend eröffnete sie die Kathy Corrigan School of Gymnastics in Rockland, Massachusetts. 1992 wurde sie in die Gymnastics Hall of Fame aufgenommen.
Bis zu ihrem Tod am 2. Mai 2025 war sie mit Mance L. Corrigan-Ekas 56 Jahre lang verheiratet. Das Paar hatte zwei Kinder.